# 池田厚子

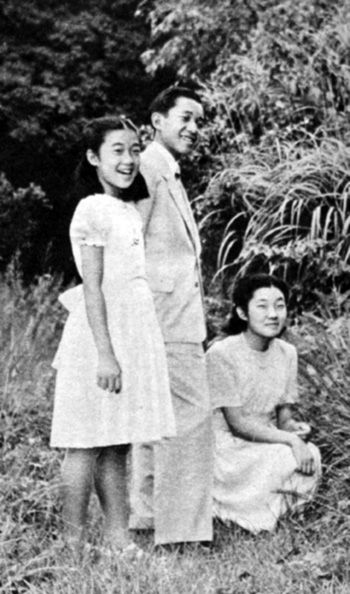
1950年9月24日，與弟弟繼宮明仁親王、妹妹清宮貴子內親王接受攝影。右為順宮厚子內親王。

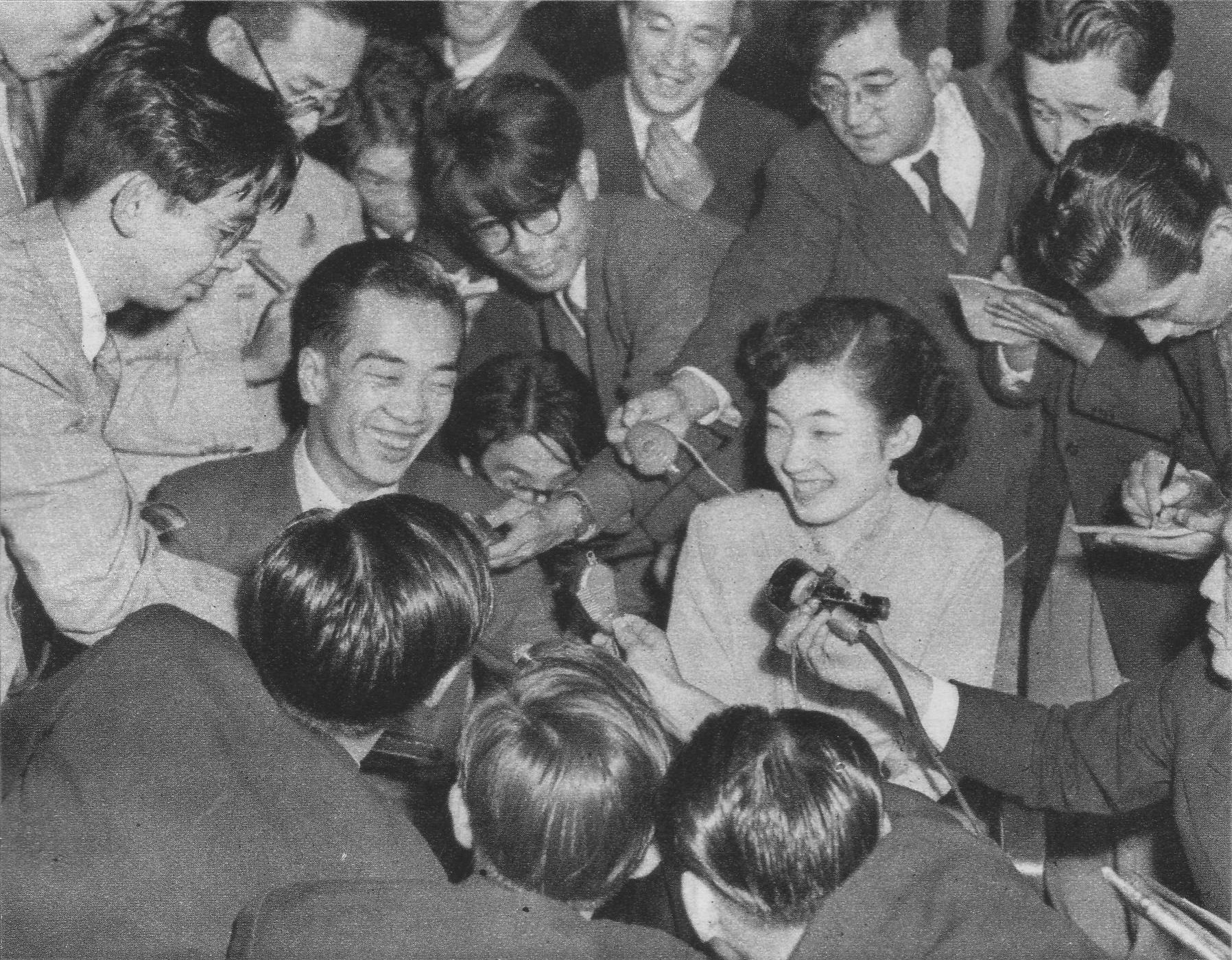
1952年10月10日，與池田隆政成婚

池田厚子（1931年3月7日—）是前日本皇室成員，昭和天皇與香淳皇后的四女兒，原稱號為順宮厚子內親王，後與舊岡山藩主池田家第16代家主池田隆政結婚後脫離皇室身份。1988年至2017年間曾任神宮祭主，獲勳勳一等寶冠章。她有三姊（東久邇成子、久宮祐子內親王、鷹司和子）、兩弟（上皇明仁、常陸宮正仁親王）和一妹（島津貴子）。徽印為菊櫻。

## 生平
1931年3月7日於東京都皇居御產殿出生，1936年起，離開雙親到吳竹寮與姊妹一起接受教育。於學習院初等科、女子學習院（在學時女子學習院改制成學習院女子中等科、學習院女子高等科）完成學業後，進入學習院女子短期大學文科就讀，二年級時轉往家庭生活科並順利畢業。
1951年5月2日，拜訪中國、四國地方之際在岡山市後樂園的懷石料理餐廳荒手茶寮和池田隆政相遇。池田隆政是備前岡山藩主的後裔，父親池田宣政為舊華族的前侯爵。此後，6月底在正式的會面場合訂婚，由松平康昌作媒。
同年5月17日貞明皇后崩駕，經過第一期的50日服喪期間，7月10日昭和天皇命令宮內廳長官田島道治發表訂婚的消息。按照1947年廢止的皇室服喪令中規定厚子內親王應服喪150日，且這次訂婚經由昭和天皇等人而非皇族會議決定，這兩點與過往相比具有相當不同之處。
直到皇室全員服喪完畢，1952年10月10日和池田隆政結婚，也正式脫離皇室身份。內親王遠嫁岡山縣的農場主人在過去也是罕見的例子。1953年2月，夫妻創辦有限公司池田產業。1960年5月池田動物園成立，由池田隆政就任園長。
1964年4月29日，獲頒勳一等寶冠章，並擔任日本赤十字社岡山縣支部有功會名譽會長。
1965年，罹患敗血症，於岡山大學醫學部附屬醫院接受長期治療。掛念厚子病情的昭和天皇夫婦屢次前往岡山探病，厚子也曾於生病之際為昭和天皇夫婦、皇太子明仁親王夫婦當起在地導遊。
1988年，接替身體因素退任的姊姊鷹司和子擔任伊勢神宮祭主。2012年4月26日，由姪女黑田清子擔任臨時祭主。同年7月，丈夫池田隆政過世。
2017年6月19日，傳出卸任伊勢神宮祭主的消息，職務正式由黑田清子接手。

## 著作
- 《思い出の昭和天皇-おそばで拝見した素顔の陛下》（光文社、1989年） - 與其他皇室、前皇室成員共著。

## 系譜
| 厚子內親王 | 父: 昭和天皇 | 祖父: 大正天皇         | 曾祖父: 明治天皇           |
| 厚子內親王 | 父: 昭和天皇 | 祖父: 大正天皇         | 曾祖母: 柳原愛子           |
| 厚子內親王 | 父: 昭和天皇 | 祖母: 貞明皇后         | 曾祖父: 九条道孝           |
| 厚子內親王 | 父: 昭和天皇 | 祖母: 貞明皇后         | 曾祖母: 野間幾子           |
| 厚子內親王 | 母: 香淳皇后 | 祖父: 邦彥王（久邇宮） | 曾祖父: 朝彥親王（久邇宮） |
| 厚子內親王 | 母: 香淳皇后 | 祖父: 邦彥王（久邇宮） | 曾祖母: 泉萬喜子           |
| 厚子內親王 | 母: 香淳皇后 | 祖母: 俔子             | 曾祖父: 島津忠義           |
| 厚子內親王 | 母: 香淳皇后 | 祖母: 俔子             | 曾祖母: 山崎壽滿子         |